# Власнички софтвер
Власнички софтвер, неслободан софтвер (у смислу недостајућих слобода), или софтвер затвореног кода је софтвер који не испуњава критеријуме за слободан или софтвер отвореног кода. Иако дефиниције варирају у обиму било који софтвер који поставља ограничења на употребу, анализе, измене или дистрибуције (непромењен или модификован) може се назвати власништво.
Сродни, али  разлика у категоризацији у софтверској индустрији је комерцијални софтвер, који се односи на софтвер произведен за продају, али не мора нужно значити да је затворених извора.

## Софтвер постаје власништво
До краја 1960-их рачунари великих и скупих мејнфрејм машина у специјално климатизованим рачунарским салама су обично добијени на закуп него куповином. Сервис и сав софтвер који је доступан обично су добили од произвођача без посебне накнаде до 1969. Софтвер изворни код обично пружају. Корисницима који су развили софтвер често је то доступно, без накнаде. Купци који су купили скуп хардвер нису платили одвојено за софтвер.
Године 1969. IBM, под претњом антитруста парнице, водио је промену индустрије да почну да наплаћују посебно за (мајнфрејм) софтвер  и сервис, раздвајања хардвера и софтвера.
Бил Гејтс '"Отворено писмо хобисте" 1976. године је још један  кључни догађај у успону комерцијализације софтвера.

Према  Brewster Kahle легалне карактеристике софтвера се мењају због U.S. Copyright Act of 1976.
Од фебруара 1983. године IBM је усвојила "објектни код" модел за велике листе њиховог софтвера и зауставила испоруку изворног кода.

У 1983. бинарни софтвер постао је ауторско право Apple против  Френклиновог закона одлуке, пре јединог изворног кода који је ауторско право. Поред тога, расте доступност милиона рачунара на основу истог микропроцесора архитектуре створен по први пут се унфрагментише и довољно је велико тржиште за бинарни дистрибуирани софтвер.

## Правни основ
Већина софтвера је покривено ауторским правима који, заједно са облигационим правима, патентима и пословним тајнама, пружа правни основ за његовог власника за успостављање ексклузивних права.

Софтверски продавац оцртава посебне услове коришћења у договору са крајњим корисником лиценце (ЕУЛА). Корисник може да прихвати овај уговор у писаној форми, интерактивно, назван онлајн лиценцирање, или отварања кутије садржи софтвер под називом шринк врап лиценцирање. Споразуми лиценце обично се не преговарају. 

Софтварски патенти дају ексклузивна права на алгоритме, софтверске могућности, или другим патентом предмета. Закони софтверских патената варирају у зависности од надлежности и да су предмет сталне расправе. Произвођачи понекад дају патентна права кориснику у уговору о лиценци.
Власнички софтвер обично сматра изворни код као пословну тајну.

Лиценца слободног софтвера и лиценца отвореног кода користе исти правни основ као власнички софтвер. Компаније слободног софтвера и пројекти су се такође ујединили у патентне базене, као што је патент Commons и Open Invention Network.

### Ограничења
Уговори о лиценцама не замењују важећи закон о ауторским правима или уговорно право. Одредбе које су у супротности не могу бити извршне.

Неки продавци кажу да софтверско лиценцирање није продаја, а да ограничења ауторских права као што је first-sale doctrine не примењују. ЕУЛА за Windows наводи да је софтвер лиценциран, не продаје.

## Ексклузивна права
Власник власничког софтвера врши одређена ексклузивна права над софтвером. Власник може ограничити коришћење, инспекцију изворног кода, модификацију изворног кода, и прерасподеле.

### Коришћење софтвера
Продавци обично ограниче број рачунара на којима се могу користити софтвери, и забране корисницима  инсталирања софтвера на екстра рачунарима. Ограничена употреба се понекад спроводи кроз техничке мере, као што је активација производа, кључ производа или серијским бројем, хардверски кључ, или заштиту од копирања.
Произвођачи такође могу дистрибуирати верзије које уклањају одређене функције или верзије које омогућавају само одређене области подухвата, као што су некомерцијалне, образовне, или коришћење непрофитно.
Коришћење ограничења зависи од дозволе:
- Windows Vista Starter је ограничена да покрене највише три истовремене апликације.
- Малопродајно издање Microsoft Office Home and Student 2007 је ограничен на некомерцијалне сврхе на до три уређаја у једном домаћинству.
- Windows XP може да се инсталира на једном рачунару, а ограничава број мрежних конекција дељења датотека до 10.[22]
- Традиционално Adobe лиценце су ограничене на једног корисника, али омогућавају кориснику да инсталира другу копију на кућном рачунару или лаптопу.[23]
- iWork '09, Еплов продуктивни пакет је доступан у пет корисника породичном паковању, за употребу на до пет рачунара у домаћинству.[24]

### Инспекција и модификација изворног кода
Продавци обично дистрибуирају власнички софтвер у компајлирани облик, где машински језик разуме централне процесорске јединице рачунара. Они обично задржавају изворни код или читљиву верзију софтвера, написан у програмском језику високог нивоа Ова шема се често назива затвореног извора.
По одбитку изворног кода, произвођач софтвера спречава да корисник разуме како софтвер ради и мењају како се то ради. Ову праксу су осудили неки критичари, који тврде да корисници треба да буду способни да уче и мењају софтвер који они користе, на пример, да се уклоне тајне или злонамерне функције, или тражење сигурносних пропуста. Richard Stallman, оснивач Free Software Foundation, каже да власнички софтвер обично садржи "злонамерне функције, као што су шпијунирање корисника, ограничавање корисника, задња врата, и наметнута надоградња." Неки продавци власничких софтвера кажу да задржавање изворног кода чини њихов софтвер више сигуран, јер широко доступан код за отворен код софтвера олакшава идентификацију сигурносних пропуста. Заговорници отвореног кода погрдно зову сигурност кроз заборав, и кажу да широке доступности резултата у повећаном надзору изворног кода, чини отворени код софтвера сигурнијим.
Док је већина власничких софтвера дистрибуирано без изворног кода, неки произвођачи дистрибуирају изворни код или на други начин учине доступним клијентима. На пример, корисници који су откупили лиценцу за интернет форум софтвера vBulletin могу модификовати извор за свој сопствени сајт, али не могу да га дистрибуирају. Ово је истина за многе веб апликације, које морају бити у облику изворног кода када се води од стране веб сервера. Изворни код је покривен уговором о чувању поверљивих података или дозволу која омогућава, на пример, студија и модификације, али не и прерасподелу. Текст заснован на емаил клијента Pine и одређене имплементације Secure Shell су распоређени са власничким дозволама које чине изворни код доступним.
Неке владе страхују да би власнички софтвер могао да садржи недостатке или злонамерне функције које би компромитовале осетљиве информације. У 2003 Мајкрософт је основао владин програм безбедности (ГСП) како би се омогућило владама да виде изворни код и Мајкрософт заштитну документацију, од чега је кинеска влада рани учесник. 
Владе су такође оптужене за самостално додавање софтвера. Према документима објављенимод стране Edward Snowden, NSA је користио тајне партнерске односе са софтверским компанијама да направе комерцијални шифровани софтвер за експлоатацију прислушкивања, или да убаце задња врата.
Произвођачи софтвера понекад користе маскиран код да ометају кориснике који би обрнули инжењеринг софтвера. Ово је посебно заједничко са неким програмским језицима. На пример, бајткод за програме писане у Јави се лако може декомпилирати да донекле буде користан код, и изворни код за програме писане у скрипт језику као што су PHP или ЈаваСкрипт буде доступан у време извршавања.

### Прерасподела
Власнички софтвер може забранити корисницима да деле софтвер са другима. Потребна је јединствена дозвола за друго лице за коришћење софтвера.
У случају власничког софтвера са изворним кодом на располагању, продавац може да забрани корисницима да дистрибуирају своје модификације изворног кода.
Shareware је софтвер затвореног кода чији власник подстиче прерасподелу без икаквих трошкова, али које корисник понекад мора да плати за коришћење након пробног периода. Накнада обично дозвољава употребу од стране једног корисника или рачунара. У неким случајевима, карактеристике софтвера су ограничене током или након пробног периода, праксе понекад се назива crippleware.

## Међусобност софтвера и хардвера

### Власнички формати датотека и протоколи
Власнички софтвер често чува неке од својих података у форматима који су неспојиви са другим софтвером, а могу да комуницирају користећи протоколе који су неспојиви. Такви формати и протоколи могу се ограничити као пословне тајне или предмет патената.

### Власнички АПИ
Власнички апликациони програмски интерфејс (АПИ) је софтверски интерфејс библиотека "специфичан на једном уређају, или, вероватније великом броју уређаја у домету једног одређеног произвођача производа". Мотивација за коришћење власничког АПИ може бити продавац закључавач или зато што стандардни АПИ не подржава функционалност уређаја.
Европска комисија, 24. марта 2004. одлука о мајкрософтовим пословним праксама,  квотама, у параграфу 463, мајкрософтов генерални директор C++ развоја Aaron Contorer као што је наведено  21. фебруара 1997. интерна Мајкрософт меморандум предлог за Билл Гатес-а:
Windows API је тако широк, тако дубок и тако функционалан да би већина ИСВ било лудо да га не користи. И то је тако дубоко усађено у изворном коду многих Windows апликација да постоји огромна пребацивања трошкова да користе други оперативни систем уместо тога.
Ране верзије iPhone SDK у обухваћени уговором о чувању поверљивих података. Споразум је забранио независност програмерима из разматрања садржаја интерфејса. Apple је обуставио НДА у октобру 2008. године

### Продавац брава-у
Зависност о будућим верзијама и надоградње за власнички софтверски пакет може да створи продавац браву-у, јачање монополског положаја.

### Софтверско ограничење на одређене хардверске конфигурације
Власнички софтвер може имати услове лиценцирања који ограничавају коришћење тог софтвера на специфичним хардверима. Apple има такав модел лиценцирања за Mac OS X, оперативни систем који је ограничен на Apple хардвер, како од издавања дозвола и разним одлукама дизајна. Овај модел лиценцирања је потврђен од стране Апелационог суда Сједињених Америчких Држава.

## Напуштање од стране власника
Власнички софтвер који се више не тржишти, уз подршку или продати од стране власника се зове abandonware, дигитални облик сирочад радова. Ако је власник софтверског пакета требало да престане да постоји, или да одлучи да прекине или ограничи производњу или подршку за власнички софтверски пакет, примаоци и корисници пакета могу имати обрати ако се нађу проблеми са софтвером. Власници могу да пропусте да унапреде и подрже програм због пословних проблема. Подршка за старије или постојеће верзије софтверског пакета може бити окончана да натера кориснике да надограде и плате за новије верзије (Планирана застарелост). Понекад неки други субјекат или софтверска заједница сами могу да обезбеде подршку за софтвер, или корисници могу да мигрирају другим конкурентским системима са дужим животним циклусима.
Неки софтвер затвореног кода је објавио свом власнику на крају радног века као отворени код или извор доступних софтвера, често да би се спречило да софтвер постане подржан и недоступан abandonware. 3D Realms и id software су познати за праксу пуштања софтвера затворен кода у отворен код. Неке од тих врста су бесплатни за преузимања (freeware), неки још увек комерцијално продају (нпр Arx Fatalis). Више примера формалног софтвера затвореног кода у листи комерцијалног софтвера са расположивим изворним кодом и листа комерцијалних видео игара са расположивим изворним кодом.

## Ранији отворени код софтвера
Неки бивши софтвер затвореног кода је направљен у власништву касније. Понекад за комерцијализацију разлога, понекад као сигурност или анти-чит мерења (Заштита кроз таму). Познати пример као што је Doom source port ZDaemon који је склон аимбот преваранатима.

## Цене и економија
Власнички софтвер није синоним за комерцијални софтвер, иако индустрију обично збуњује израз,
као и неке чланке о слободном софтверу. Власнички софтвер може бити дистрибуиран без накнаде или уз накнаду, и бесплатан софтвер може бити дистрибуиран без накнаде или уз накнаду. Разлика је у томе да ли или не власнички софтвер може бити дистрибуиран, а шта ће накнада бити, је дискреционо право власника. Са слободног софтвера, свако ко има копију може да одлучи да ли, и колико, да наплати за ауторску услугу.
Власнички софтвер који долази без трошкова се зове бесплатан.
Заговорници комерцијалног власничког софтвера тврде да се захтева да корисници плаћају за софтвер као производ што повећава финансијска средства или време за истраживање и развој софтвера. На пример, Мајкрософт каже да је на копији накнаде максимална профитабилност развоја софтвера.
Власнички софтвер генерално ствара већу привредну активност у односу слободног софтвера, нарочито у погледу тржишног прихода.

## Слични термини
- Оснивач покрета слободног софтвера, Richard Stallman, понекад користи термин "кориснички-потчински софтвер"[58] да опише власнички софтвер.
- Eben Moglen понекад говори о "неслободном софтверу".[59][60]
- Термин  "non-free" се често користи од стране  Debian програмера да опишу било који софтвер чија се лиценца не придржава Debian Free Software Guidelines, и они користе "власнички софтвер" специјално за неслободни софтвер који пружа не-изворни код.
- Open Source Initiative користи термине "власнички софтвер" и "софтвер затвореног кода" наизменично.[61][62]

Сличан концепт је затворена платформа или "ограђени врт". Термин "силос" се користи да опише још шири појам од "затворених станишта које служе као приватне пијаце за купце у и конкуренте из".

## Примери
Примери власничког софтвера укључују Windows, Adobe Flash Player, PS3 OS, iTunes, Adobe Photoshop, Google Earth, Mac OS X, Skype, WinRAR, Oracle's верзију Java и неке верзије  Unix.
Софтверска дистрибуција сматра власнички можда у ствари инкорпорира "мешовити извор" модел укључујући и слободни и неслободни софтвер у истој дистрибуцији Већина, ако не и све тзв власничких UNIX дистрибуције софтвери мешовитог извора, балирање отвореног кода компоненти као што су BIND, Sendmail, X Window System, DHCP, и други уз чисто власничким кернел и система комуналних услуга.
Неки слободни софтверски пакети су истовремено доступни под власничким условима. На пример укључујући MySQL, Sendmail и ssh. Држачи за оригинална ауторска права за дела слободног софтвера, чак и  слободног софтвера, можете користити дуал-лиценцирање да дозволите себи или другима да дистрибуирају власничке верзије. Бесплатан софтвер који зависи од власничког софтвера се сматра "заробљен" од Слободне софтверске фондације. Ово укључује софтвер написан само за Microsoft Windows, или софтвер који би се могао покренути једино на Java, пре него што је постао слободан софтвер.
У Индији, један и по милиона лаптопова су претходно напуњени са скринсејверима политичког министра Mulayam Singh Yadav. Аутор софтвера развијен за ове лаптопове укључио злонамерну функцију која би "срушила" уређај ако је власник лаптопа покушао да промени, уклони, или модификује ову функцију.